# Peleta

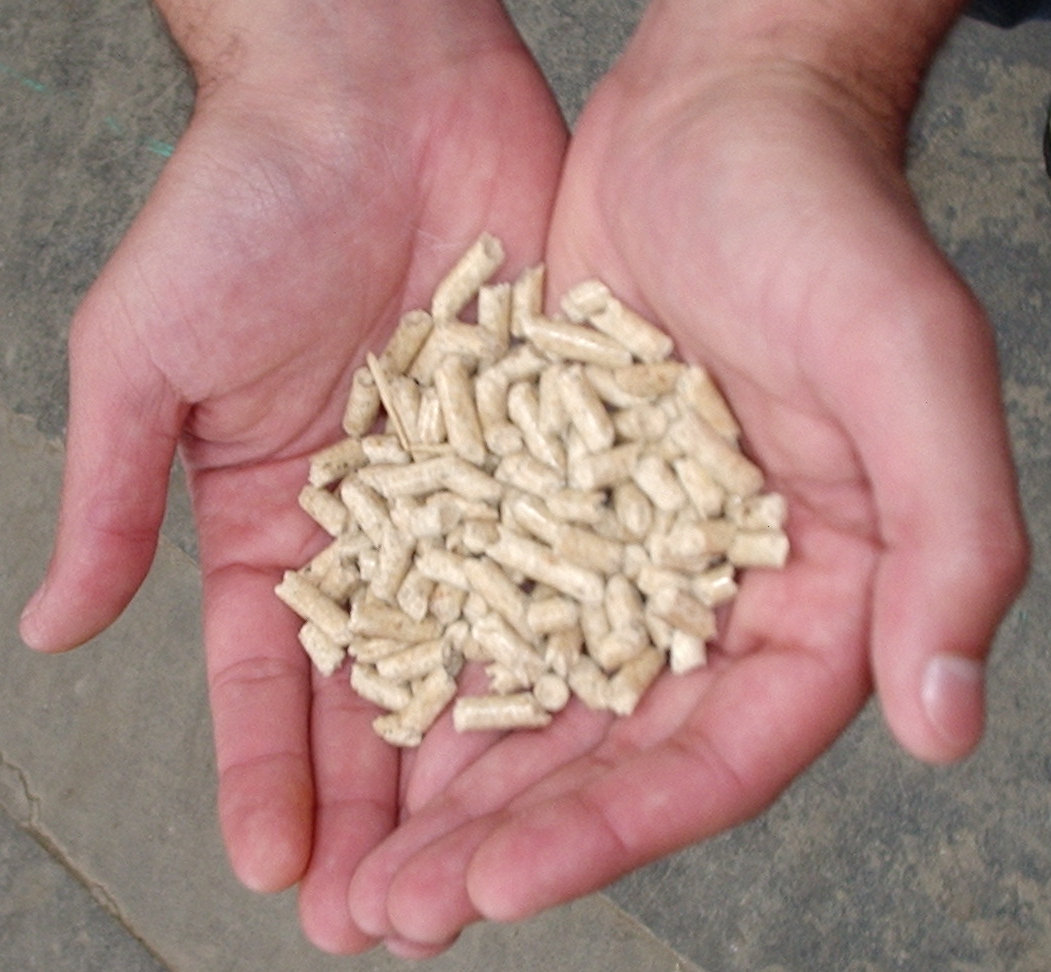
Dřevěné pelety

Peleta je obvykle malý, slisovaný kousek libovolné hmoty nejčastěji válcovitého tvaru.

## Použití
Pelety ze dřeva se používají jako náhrada fosilních paliv. Pelety se používají také v potravinářském průmyslu. Většina velkých pivovarů tak místo klasického hlávkového chmele, používá chmel peletovaný/granulovaný, který se lépe skladuje i přepravuje. Pelety z vhodné biomasy lze použít jako krmivo pro dobytek.
Pelety všech druhů potom poskytují velkou výhodu svou vhodností k přepravě, skladování či dávkování, čímž umožňují snazší nebo hlubší automatizaci. Typicky se manipulují pomocí šnekových či vzduchových dopravníků.

## Dřevěné pelety
Dřevěné pelety se vyrábějí lisováním dřevěných pilin a hoblin jako vedlejší produkt při zpracování dřeva. Vyznačují se extrémní hustotou a nízkým obsahem vody. Používají se jako kvalitní ekologické palivo. Obsah vody je důležitým parametrem pro výhřevnost paliva i dlouhodobé opotřebení kotlů, proto by vstupní materiál měl být před vlastní peletizací vhodně dosušován v sušárnách.

### Výroba
Pelety se vyrábějí v peletárnách lisováním vstupního materiálu na tvarovacích lisech, jde o tzv. peletizaci. Materiál je při peletizaci pod vysokým tlakem protlačován přes malé kruhové otvory ocelové matrice, přičemž se zahřívá na teplotu okolo 100 °C. Celulóza, která se nachází ve dřevě, vlivem teploty měkne a stává se lepivou. To umožní lisovat dřevěné piliny do tvaru pelety bez přidávání jakýchkoliv přísad. Po vychladnutí jsou pelety pevné a zachovávají si svůj válcovitý tvar.

### Využití
Pelety se používají jako náhrada fosilních paliv v kotlích, domácích kamnech a krbech. Protože jsou sypké, mohou se používat i v kotelnách s automatickým provozem. Pomocí dopravníku je možné přesně a plynule regulovat přísun paliva a tím regulovat tepelný výkon kotle. Vytápění tímto palivem je značně rozšířeno ve skandinávských zemích a v Itálii.
Pelety se z těchto důvodů dělí na pelety určené pro domácnosti a pelety určené pro průmyslové vytápění a ohřevy (například teplárny, elektrárny).
Pelety určené pro průmysl bývají zpravidla horší jakosti, mají větší obsah příměsí, nižší výhřevnost a vyšší obsah popelovin resp. nespalitelných látek, pro domácí kotelny obvykle nejsou vhodné.
U pelet určených pro domácnost je také výhodné, pokud jsou vyrobeny ze dřeva pocházejícího z jednoho druhu stromů (smrk, borovice, modřín apod.).

### Vlastnosti
- Výhřevnost: 15–20 MJ/kg
- Obsah vody: do 10 %
- Obsah popela: méně než 1 %

## Agropelety
Agropelety nebo také alternativní pelety jsou vyráběny z přebytků zemědělské výroby jako je sláma, seno, odpady vznikající při čistění obilí, olejnin a luštěnin. Oproti dřevěným peletám mají obvykle vyšší obsah popela (5 %). Agropelety jsou významným zdrojem obnovitelné energie a představují značný potenciál pro ekonomický rozvoj venkova.

## V pivovarech
V pivovarnictví při procesu chmelovaru jsou velkými pivovary používány chmelové pelety či granuláty. 